# هندسة بمساعدة الحاسوب

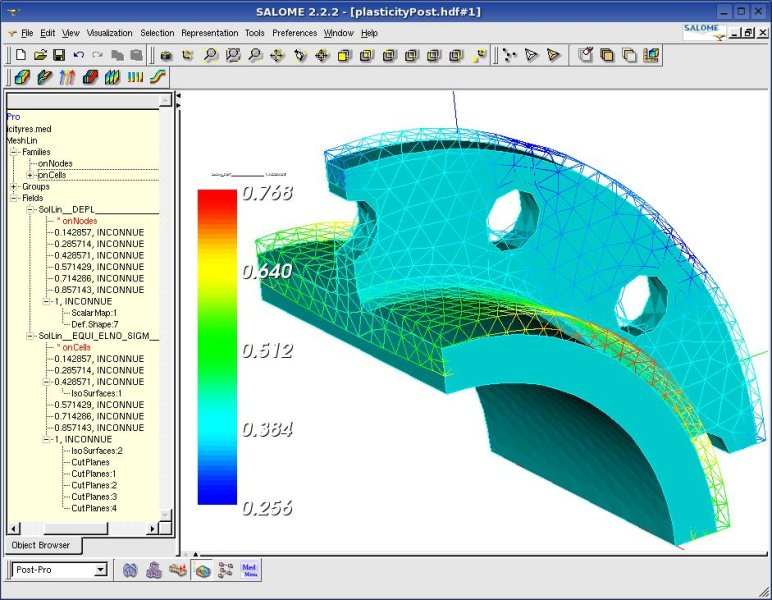
تحليل سكوني لا خطي لبنية ثلاثية الأبعاد معرضة لتشوهات لدنة

الهندسة بمساعدة الحاسب هـ.م.ح (CAE) (بالإنجليزية: Computer-aided engineering)‏ هي الاستخدام الواسع للبرمجيات الحاسوبية كمساعد في المهام الهندسية. وتتضمن التصميم بمساعدة الحاسوب (CAD)، والتحليل بمساعدة الحاسوب (CAA)، والتصنيع المتكامل حاسوبيا، والتصنيع بمساعدة الحاسوب (CAM) ، وتخطيط متطلبات المواد، والتخطيط بمساعدة الحاسوب [الإنجليزية].
تهدف الهندسة بمساعدة الحاسب دمج التصميم والتصنيع في نظام واحد يدار عبر أجهزة الكمبيوتر الرقمية. تجمع CAE بين استخدام أجهزة الكمبيوتر في أعمال التصميم الصناعي والتصميم بمساعدة الحاسوب (CAD) ، مع استخدامها في عمليات التصنيع والتصنيع بمساعدة الحاسوب (CAM). هذه العملية المتكاملة تسمى عادة CAD / CAM، وتتكون أنظمة CAD بشكل عام من جهاز كمبيوتر به محطة طرفية واحدة أو أكثر تتميز بشاشات عرض فيديو وأجهزة إدخال رسومات تفاعلية؛ يمكن استخدامها لتصميم الأجزاء مثل أجزاء الماكينة أو أنماط الملابس أو الدوائر المتكاملة. تتضمن أنظمة التصنيع بمساعدة الحاسوب CAM استخدام أدوات آلية يتم التحكم فيها رقميًا و روبوتات صناعية عالية الأداء وقابلة للبرمجة. في نظام الهندسة بمساعدة الحاسب CAE ، يتم تحويل الرسومات التي تم تطويرها ومراجعتها أثناء عملية التصميم (CAD) مباشرةً إلى تعليمات لآلات الإنتاج التي ستقوم بتصنيع الكائن المطلوب في مرحلة التصنيع CAM . تقلل أنظمة الهندسة بمساعدة الحاسب CAE من الوقت اللازم لتطوير منتجات جديدة وتزيد الإنتاجية من خلال تحسين تدفق الإنتاج والجدولة ومن خلال توفير قدر أكبر من المرونة في تغيير عمليات الميكنه .

## نظرة شاملة للموضوع
وتعد الأدوات البرمجية التي طورت لتدعم هذه العمليات أنها الهندسة بمساعدة الحاسوب (هـ.م.ح). وقد استخدمت أدوات هـ.م.ح في تحليل مكينية وأداء العناصر المفردة أو المجمّعة. يشمل المصطلح هـ.م.ح المحاكاة، والتحقق من الصلاحية (validation)، والاستمثال (optimization) للمنتج وأدوات التصنيع. وستصبح أنظمة هـ.م.ح في المستقبل المزود الأساسي للمعلومات لتساعد فرق التصميم في صناعة القرار.
أم بخصوص الشبكات الحاسوبية، تعد أنظمة هـ.م.ح عقدة واحدة في شبكة المعلومات الكلية وكل عقدة يمكن أن تتفاعل مع العقد الأخرى في الشبكة.
وقد استخدم مصطلح هـ.م.ح في الماضي للدلالة على استخدام تقنية الحاسوب في الهندسة بالمعنى المجازي أكثر من كونه أمرا مستخدما في التحليل الهندسي.